# L'Albi
L'Albi è un comune spagnolo di 798 abitanti situato nella comunità autonoma della Catalogna, nella provincia di Lleida.